# Andrej Georgievič Bitov
Andrej Georgievič Bitov (in russo: Андрей Георгиевич Битов; Leningrado, 27 maggio 1937 – Mosca, 3 dicembre 2018) è stato uno scrittore russo, tra i più rappresentativi della letteratura postmoderna.

## Biografia
Bitov cresce a Leningrado, dove si laurea in geologia nel 1962. Il padre era architetto, la madre avvocato.
Durante gli studi universitari all'Istituto Minerario Statale ha l'opportunità di compiere numerosi viaggi di ricerca nei territori sovietici dell'Asia centrale: sono queste le esperienze che gli forniranno il materiale per le prime opere. Negli stessi anni, infatti, si avvicina al mondo della letteratura entrando a far parte di un'associazione letteraria di giovani scrittori e a partire dal 1958 inizia a pubblicare racconti e saggi su riviste e almanacchi.
Nel 1963 Bitov pubblica Bol'šoi šar ("La grande sfera"), la sua prima raccolta di racconti, accolta positivamente dalla critica. Da quel momento abbandona la geologia e decide di dedicarsi esclusivamente alla letteratura. Durante gli anni Sessanta vengono pubblicate la novella Takoe dolgoe detstvo ("Una lunga infanzia", 1965) e le raccolte Dačnaja mestnost' ("Luogo di villeggiatura", 1967) e Aptekarskij ostrov ("L'isola Aptekarsuij", 1968), che gli attirano critiche di psicologismo astratto. Nel 1965 Bitov diventa membro dell'Unione degli scrittori sovietici.
In seguito, concentra le proprie forze quasi esclusivamente sulla stesura del suo capolavoro Puškinskij dom ("La casa di Puškin"), iniziato nel 1964 e ultimato nel 1971, pubblicato per la prima volta negli Stati Uniti nel 1978, presso l'editore Ardis. A causa dei temi trattati (l'impatto dello Stalinismo sui destini della tradizione letteraria russa, sull'intelligencija, sugli intellettuali e sulla loro autonomia), la versione integrale dell'opera appare in Unione Sovietica soltanto nel 1987, sulla rivista Novyi Mir. Ricca di citazioni e rimandi intertestuali, permeata da una tagliente ironia, l'opera risulta uno degli esempi meglio riusciti di romanzo postmoderno.
Nel 1979 Bitov inizia una collaborazione con l'almanacco Metropol', la cui redazione annovera fra gli altri Vasilij Aksënov, Fazil' Iskander, Viktor Erofeev, Evgenij Popov.
Dal 1991 Bitov assume la Presidenza del PEN Club russo e insegna all'Istituto di Letteratura "Maxim Gorkij" di Mosca.
Muore il 3 dicembre 2018 per insufficienza cardiaca.

## Riconoscimenti
Bitov è stato insignito di numerosi riconoscimenti nazionali ed internazionali.
- 1987 - Ordine del distintivo d'onore
- 1989 - Premio Alexander Puškin della fondazione Alfred Toepfer (Germania)
- 1990 - Premio per il miglior libro straniero per il romanzo "La casa di Puškin" (Francia) e Premio Andreij Belov (San Pietroburgo)
- 1992 - Premio di Stato della Federazione Russa
- 1993 - Ordine delle arti e delle lettere (Francia)
- 1997 - Premio di Stato della Federazione Russa
- 1999 - Medaglia Mosè di Corene (Armenia)
- 2015 - Premio Platonov
- 2018 - Ordine dell'Amicizia

Nel 1997 Bitov ha ricevuto inoltre la laurea honoris causa dall'Università Statale di Erevan (Armenia).

## Opere
- 1963 - Bol'šoi šar ("La grande sfera");
- 1965 - Takoe dolgoe detstvo ("Una lunga infanzia");
- 1967 - Dačnaja mestnost' ("Luogo di villeggiatura");
- 1968 - Aptekarskij ostrov ("L'isola Aptekarsuij");
- 1969 - Uroki Armenij ("Lezioni armene");
- 1972 - Obraz žizni ("Stile di vita");
- 1976 - Dni čeloveka ("I giorni dell'uomo");
- 1978 - Puškinskij dom ("La casa di Puškin");
- 1986 - Kniga putešestvij - ("Libro dei viaggi")
- 1986 - Ptici ("Uccelli");
- 1987 - Čelovek v pejsaže ("L'uomo del paesaggio");
- 1990 - Ožidanie ob'ezjan ("L'attesa delle scimmie")